# Mesodica
Mesodica is een geslacht van vlinders van de familie Carposinidae, uit de onderfamilie Millieriinae.

## Soorten
- M. aggerata Meyrick, 1910
- M. dryas (Diakonoff, 1950)
- M. infuscata Diakonoff, 1949